# 3D

Dreidimensionales Kartesisches Koordinatensystem mit der x-, der y- und der z-Koordinatenachse

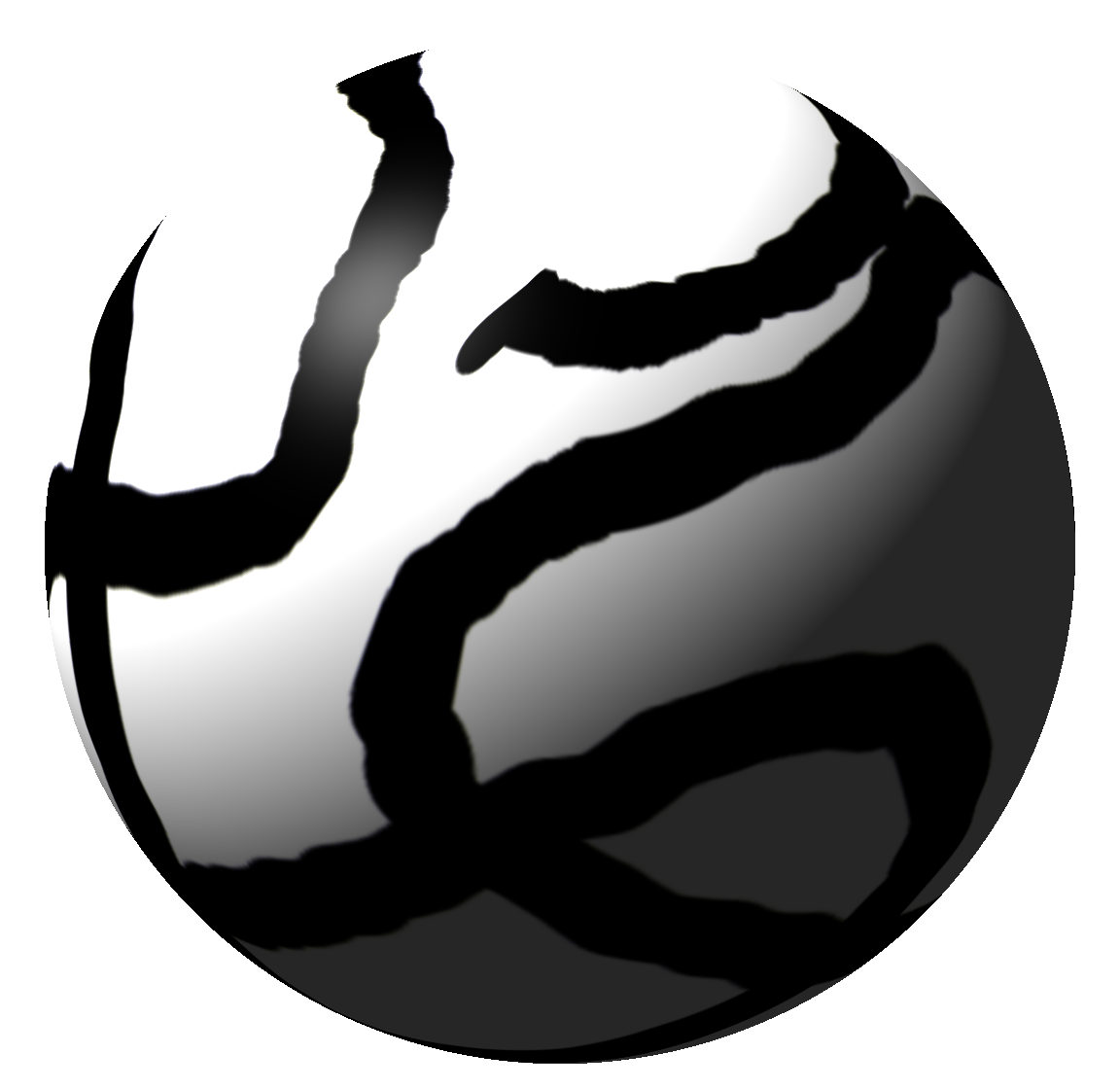
3D-Effekt einer Kugel

3D oder 3-D ist eine verbreitete Abkürzung für die Eigenschaft, tatsächlich oder nur scheinbar räumlich oder dreidimensional zu sein oder drei Dimensionen zu haben. Ursprünglich ein Begriff aus der englischen Sprache wurde die Abkürzung bei der Übernahme technischer Begriffe aus dem Englischen in die deutsche Sprache übernommen, z. B. in 3D-Film, 3D-Druck, 3D-Integration oder 3D-Effekt.
Inzwischen verwenden viele Anwendungsgebiete die Vorsilbe 3D in ihren Fachausdrücken. Dadurch unterscheiden sie zwischen der Verwendung eines Ausdrucks in Bezug auf dreidimensionale oder zweidimensionale Objekte. Die Punkte von 3D-Objekten liegen in verschiedenen Ebenen oder Flächen, während die Punkte von 2D-Objekten in derselben Ebene oder Fläche liegen.
Im Alltag wird ein dreidimensionaler Raum durch die drei Dimensionen Länge, Breite und Höhe beschrieben. Die Geometrie nennt diesen Raum den dreidimensionalen euklidischen Raum. Oft wird die Lage eines Punktes im Raum mit einem kartesischen Koordinatensystem beschrieben. Daneben verwendet man auch andere Koordinatensysteme, z. B. Kugelkoordinaten oder Zylinderkoordinaten. Die moderne Mathematik definiert einen dreidimensionalen mathematischen Raum als einen Raum, in dem drei Koordinaten erforderlich sind, um die Lage eines Punktes zu bestimmen. Diese allgemeingültige Definition enthält den Raum, den wir aus dem Alltag kennen, als Spezialfall.

## Grundlage

### Dreidimensionaler euklidischer Raum
Im Alltag benutzt man den Begriff „Raum“ z. B. im Zusammenhang mit einer Kiste oder einem Zimmer. Daher kennt man auch die drei voneinander unabhängigen Dimensionen Länge, Höhe und Breite.
Die Mathematik bezeichnet diesen „Raum unserer Anschauung“ in Abgrenzung zu anderen mathematischen Räumen als dreidimensionalen euklidischen Raum. Im euklidischen Raum kann man räumliche Beziehungen zwischen verschiedenen Punkten, z. B. ihren Abstand, mit Methoden der analytischen Geometrie berechnen. Die analytische Geometrie liefert korrekte Ergebnisse, solange die Entfernungen im physikalisch relevanten Bereich liegen, siehe Entfernungsmessung.
Die Physik definiert ein Bezugssystem im euklidischen Raum, um das Verhalten von Objekten im Raum eindeutig und vollständig zu beschreiben. Zum Bezugssystem gehört ein Koordinatensystem. Ein Koordinatensystem macht gegenüber dem euklidischen Raum zusätzliche Annahmen. Diese Annahmen sind die Lage des Koordinatenursprungs und die Richtungen der Koordinatenachsen. Beide sind nicht von der Natur vorgegeben.
Mit Hilfe des Koordinatensystems kann man die Lage eines Punktes im Raum festlegen. Dabei ordnet man jedem Punkt im Raum drei Raumkoordinaten zu.

### Beispiele für dreidimensionale Koordinatensysteme

#### Kartesisches Koordinatensystem
Das kartesische Koordinatensystem bestimmt drei Achsen im Raum, von denen jede auf den beiden anderen senkrecht steht und die sich in einem Punkt, dem Ursprung, schneiden. Man erhält die drei Koordinaten, indem man die senkrechten Projektionen des Punktes auf die drei Koordinatenachsen bildet und diese wiederum als Zahlengeraden auffasst.
Die Lage eines Punktes beschreibt ein Tupel aus drei Koordinaten:
- {\displaystyle (x,y,z)}

#### Krummlinige Koordinatensysteme
Zylinderkoordinaten beschreiben die Lage eines Punktes mit Werten für den Winkel zu einer Querachse, den Abstand zur Mittelachse (also ebene Polarkoordinaten) und die Höhe:
- {\displaystyle (\psi ,\rho ,h)}[6]

Kugelkoordinaten beschreiben die Lage eines Punktes mit Werten für den Abstand zum Mittelpunkt und zwei Winkel:
- {\displaystyle (r,\phi ,\theta )}[7]

#### Koordinatensysteme für die Beschreibung der Erdoberfläche
Für die Beschreibung der Lage eines Punktes auf der Erdoberfläche gibt es spezielle zweidimensionale Koordinatensysteme mit einer zusätzlichen Höhenkoordinate:
- {\displaystyle (B,L,H)} – wobei {\displaystyle B,L} geografische Koordinaten bedeuten
- {\displaystyle (X,Y,H)} – mit {\displaystyle X,Y} als Gauß-Krüger-Koordinatensystem

### Dimensionen im mathematischen Raum
Die moderne Mathematik definiert einen n-dimensionalen Raum {\displaystyle \mathbb {R} ^{n}} ganz allgemein als eine Menge mathematischer Objekte mit einer Struktur. Der Spezialfall eines dreidimensionalen Raums heißt {\displaystyle \mathbb {R} ^{3}}. {\displaystyle \mathbb {R} ^{3}} kann Räume mit beliebigen Dimensionen beschreiben. Dabei gilt die Bedingung, dass die Dimensionen voneinander unabhängig sind. Das heißt, man kann die Lage eines Punktes durch das Ändern einer einzigen Koordinate im Raum verschieben. So kann man z. B die „Lage“ eines Bildpunktes im RGB-Farbraum durch drei Intensitätswerte für die drei Grundfarben beschreiben.
Wenn {\displaystyle \mathbb {R} ^{3}} den dreidimensionalen euklidischen Raum beschreibt, wird die Lage einzelner Punkte im Raum in der Regel durch Vektoren im geometrischen Sinn beschrieben.

## Geometrische Körper
Ein Körper ist in der Geometrie eine dreidimensionale Figur, die durch ihre Oberfläche beschrieben werden kann. Der räumliche Inhalt eines geometrischen Körpers ist das Volumen.
Die Orientierung eines festen Körpers im dreidimensionalen euklidischen Raum kann durch die eulerschen Winkel beschrieben werden.

## 3D-Modellierung am Computer
Ein existierendes Objekt kann mit einem 3D-Scanner erfasst werden. Daraus kann der Computer ein geometrisches Modell für die Weiterverarbeitung erstellen.
CAD ist eine Methode für das rechnerunterstützte Erzeugen und Ändern der geometrischen Modelle von Objekten. Ein besonderer Vorteil des 3D-CAD ist die Möglichkeit, von den Objekten eine Abbildung aus beliebiger Richtung zu erzeugen. Der 3D-Drucker ermöglicht den auch im Hobbybereich angewendeten Übergang vom virtuellen Modell zum realen Objekt. Zusammen mit den erfassbaren Materialeigenschaften werden erweiterte CAD-Modelle zur Beschreibung der physikalischen Eigenschaften (zum Beispiel Festigkeit, Elastizität) der Objekte erstellt. Digital Prototyping ist ein aus dem Amerikanischen stammender Begriff aus dem Gebiet des Maschinenbau-Ingenieurwesens; er bezeichnet eine Vorgehensweise in der technischen Entwicklung.
3D-Visualisierung bezeichnet die Konvertierung von technischen Zeichnungen und zweidimensionalen Daten zu dreidimensionalen virtuellen Modellen oder Räumen. Außerdem hat sich die interaktive 3D-Visualisierung inzwischen als Standardmethode etabliert, um große Datenmengen, z. B. aus Wissenschaft und Forschung oder dem Finanzwesen, zu untersuchen.
Computer können aus Modellen auch eine virtuelle Realität erzeugen. Als virtuelle Realität wird die Darstellung und gleichzeitige Wahrnehmung einer scheinbaren Wirklichkeit und ihrer physikalischen Eigenschaften in einer in Echtzeit computergenerierten, interaktiven virtuellen Umgebung bezeichnet.

## Wahrnehmung von Dreidimensionalität
Stereoskopisches Sehen vermittelt durch die beidäugige Betrachtung von Objekten und Gegenständen eine Tiefenwahrnehmung. Diese ist grundlegend für die Raumwahrnehmung. Beim Hören führt die Lokalisation von Schallquellen zur Raumwahrnehmung.

## Räumliche Darstellung in einer Ebene

### Darstellende Geometrie
Die Darstellende Geometrie ist der Teilbereich der Geometrie, der sich mit den geometrisch-konstruktiven Verfahren von Projektionen dreidimensionaler Objekte auf eine zweidimensionale Darstellungsebene befasst. Zu den Anwendungsbereichen gehören die Bereiche technisches Zeichnen, Architekturdarstellung,  Kunst, Malerei, Kartografie und Computergrafik.
Früher war die darstellende Geometrie das einzige Mittel, um räumliche Objekte anschaulich darzustellen. Heute liegt die Bedeutung eher im Training der Benutzer geometrischer Software, damit sie verstehen, was eine 3D-Grafiksoftware kann und an Eingaben verlangt.

### Räumliche Darstellung durch Computer
Die Computergrafik ist ein Teilgebiet der Informatik, das sich mit der computergestützten Bilderzeugung befasst. Bildsynthese bezeichnet in der Computergrafik die Erzeugung eines Bildes aus Rohdaten.

#### Modellierung von Objekten in einer Szene
Die Geometrische Modellierung bezeichnet die computergestützte Beschreibung der Form geometrischer Objekte. Sie beschäftigt sich sowohl mit der Beschreibung von zweidimensionalen Kurven als auch von dreidimensionalen Flächen und Körpern. Mit Drahtgittermodell bezeichnet man eine Darstellungsart in der Computergrafik, die Objekte in dieser Form anzeigt, auch wenn sie auf andere Weise modelliert wurden.
Die Position eines Objektes in einer Szene wird durch Koordinaten in einem Koordinatensystem bestimmt. Der Blickwinkel auf die Szene und die Größe der fertigen Szene werden durch Koordinatentransformationen verändert. Eine räumliche Wahrnehmung wird unter anderem dadurch erzeugt, dass undurchsichtige Objekte im Vordergrund Teile von weiter entfernten Objekten verdecken.

#### Materialeigenschaften, Beleuchtung und Schatten
Computergrafiken verwenden den RGB-Farbraum. Transparente Objekte können durch Farbmischungen abgebildet werden. In der Computergrafik verwendet man Texturen als „Überzug“ für 3D-Modelle, um der Oberfläche Struktur zu geben, ohne dabei jedoch den Detailgrad der Geometrie zu erhöhen.
Als Beleuchtungsmodell bezeichnet man in der 3D-Computergrafik allgemein ein Verfahren, das das Verhalten von Licht simuliert. Meist ist damit ein lokales Beleuchtungsmodell gemeint, das die Oberfläche von Objekten simuliert.
Schatten dienen in der Computergrafik zur Verankerung von Objekten in einer Szene. So kann man Aussagen über die Lage der Objekte in der Szene machen (Tiefe, Abstand zur Fläche). Weiterhin wird durch einen Schatten die Richtung der Beleuchtung hervorgehoben.

#### Optimierung der Rechenleistung
Für die Berechnung einer detailgetreuen 3D-Darstellung benötigt ein Computer viel Rechenleistung. Um die benötigte Rechenleistung der Bildsynthese zu reduzieren, setzt man meist auf gleichzeitiges Nutzen von hoher Detailgenauigkeit im Nahbereich und niedriger Detailstufe im Fernbereich. Als Level of Detail bezeichnet man die verschiedenen Detailstufen bei der Darstellung virtueller Welten.
Ein 3D-Beschleuniger ist eine Erweiterung der Grafikkarte eines Personal Computers, die auf die Berechnung und Darstellung dreidimensionaler Objekte spezialisiert ist. Auf Geräten, deren Hardware deutlich weniger Rechenleistung bietet, verwendet man für alle Entfernungsbereiche eine niedrige Detailstufe. Zur Abgrenzung gegenüber höheren Detailstufen wird das Ergebnis manchmal z. B. als 2,5D Ansicht bezeichnet.

### Stereoskopie
Stereoskopie ist die Wiedergabe von Bildern mit einem räumlichen Eindruck von Tiefe. Sie befasst sich damit, in das linke und rechte Auge jeweils unterschiedliche zweidimensionale Bilder aus zwei leicht abweichenden Betrachtungswinkeln zu bringen. Dazu können Hilfsmittel erforderlich sein.

#### Hilfsmittel
- Eine 3D-Brille ist eine spezielle Brille, die bei einigen stereoskopischen Verfahren (3D-Foto, 3D-Film) benötigt wird, um die räumliche Tiefenwirkung sichtbar zu machen.
- Ein Virtual-Reality-Headset ist eine Art eines Head-Mounted Displays, welches den Nutzern Einblick in die virtuelle Realität verschafft.

## Raumklang bei der Wiedergabe von Tonaufnahmen
Raumklang bezeichnet den räumlichen Klangeindruck bei der Wiedergabe von Tonaufnahmen.
Mit Stereofonie werden Techniken bezeichnet, die mit Hilfe von zwei oder mehr Schallquellen einen räumlichen Schalleindruck beim natürlichen Hören erzeugen.

## Räume mit mehr als drei Dimensionen
Räume mit mehr als drei Dimensionen werden als Hyperräume bezeichnet. Ein Beispiel für solch einen Raum ist die Raumzeit als gemeinsame Darstellung des dreidimensionalen Raums und der eindimensionalen Zeit in einer vierdimensionalen mathematischen Struktur. Für vierdimensionale Räume hat sich im Allgemeinen die Bezeichnung 4D etabliert.